# Apogon rueppellii
 Apogon rueppellii és una espècie de peix de la família dels apogònids i de l'ordre dels perciformes.

## Morfologia
Els mascles poden assolir els 12 cm de longitud total.

## Distribució geogràfica
Es troba des d'Indonèsia fins al nord d'Austràlia (incloent-hi Austràlia Occidental) i Nova Guinea.